# Michael Ho
"Michael" Ho Hon Keong (Macau, 29 november 1968) is een Macaus autocoureur.

## Carrière
Ho begon zijn autosportcarrière in 1997 in de Grand Prix van Macau, een race waarin hij tot 2010 elk jaar aan deelnam. In 1998 kwam hij tevens uit in de China Formula Campus Challenge en de ELF Formula Campus International. In 1999 stapte hij over naar de Aziatische Formule Renault 2000 Challenge, een kampioenschap waarin hij in 2001 ook in uitkwam.
In 2005 maakte Ho zijn Formule 3-debuut in het Australische Formule 3-kampioenschap, waarin hij enkel deelnam aan een race op het Circuit Eastern Creek, die hij desondanks als zevende wist te finishen. In 2006 maakte hij de overstap naar de Formule V6 Azië en werd achtste in de eindstand. Na een pauze in 2007 reed hij opnieuw in dat kampioenschap in 2008 en 2009 en werd respectievelijk negende en vijfde in het klassement.
In 2010 stapte Ho over naar Europa om deel te nemen aan de Europese F3 Open, waarin hij in de tweede helft van het seizoen uitkwam voor het Motul Team West-Tec. Een vijfde plaats op het Autodromo Nazionale Monza betekende zijn enige puntenfinish en hij eindigde op de negentiende plaats in het kampioenschap. In 2011 stapte hij over naar de Racecar Euro Series, voordat hij in 2012 terugkeerde naar de Aziatische Formule Renault. In 2013 reed hij in de Macau Lotus Greater China Race In 2015 maakte hij de overstap naar de Chinese Racing Cup en werd vijfde in het kampioenschap.
In 2016 kwam Ho uit in de TCR Asia Series en reed voor het team Champ Motorsport. Met een vijfde plaats in de openingsrace op het Korean International Circuit als beste resultaat eindigde hij op de twaalfde plaats in het klassement. Aan het eind van dat jaar nam hij tevens deel aan het laatste raceweekend van de TCR International Series tijdens zijn thuisrace op het Circuito da Guia in een Honda Civic TCR voor Champ Motorsport.